# Llebre (jeroglífic)
A l'antic Egipte el jeroglífic d'una llebre va ser una representació gràfica de les llebres del desert d'Egipte. Els antics egipcis utilitzaren el nom del sejat per a la llebre.
Als jeroglífics expressa el so biconsonàntic un, de l'ús freqüent a les expressions:
| E34 · N35 |

 o 
| E34 · N35 · N35 |

Com a jeroglífic del so «un», o «unen» és l'ideograma el verb “ser”, o “existir” i significa “està”, “es”, “era”, etc. També es troba al nom del faraó Unis, als seus famosos Textos de les Piràmides, on utilitza aquest jeroglífic.

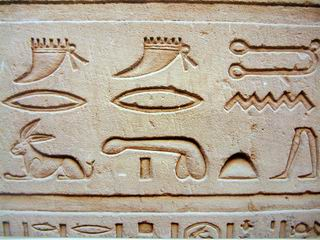
Jeroglífic de la llebre (lectura d'esquerra a dreta).
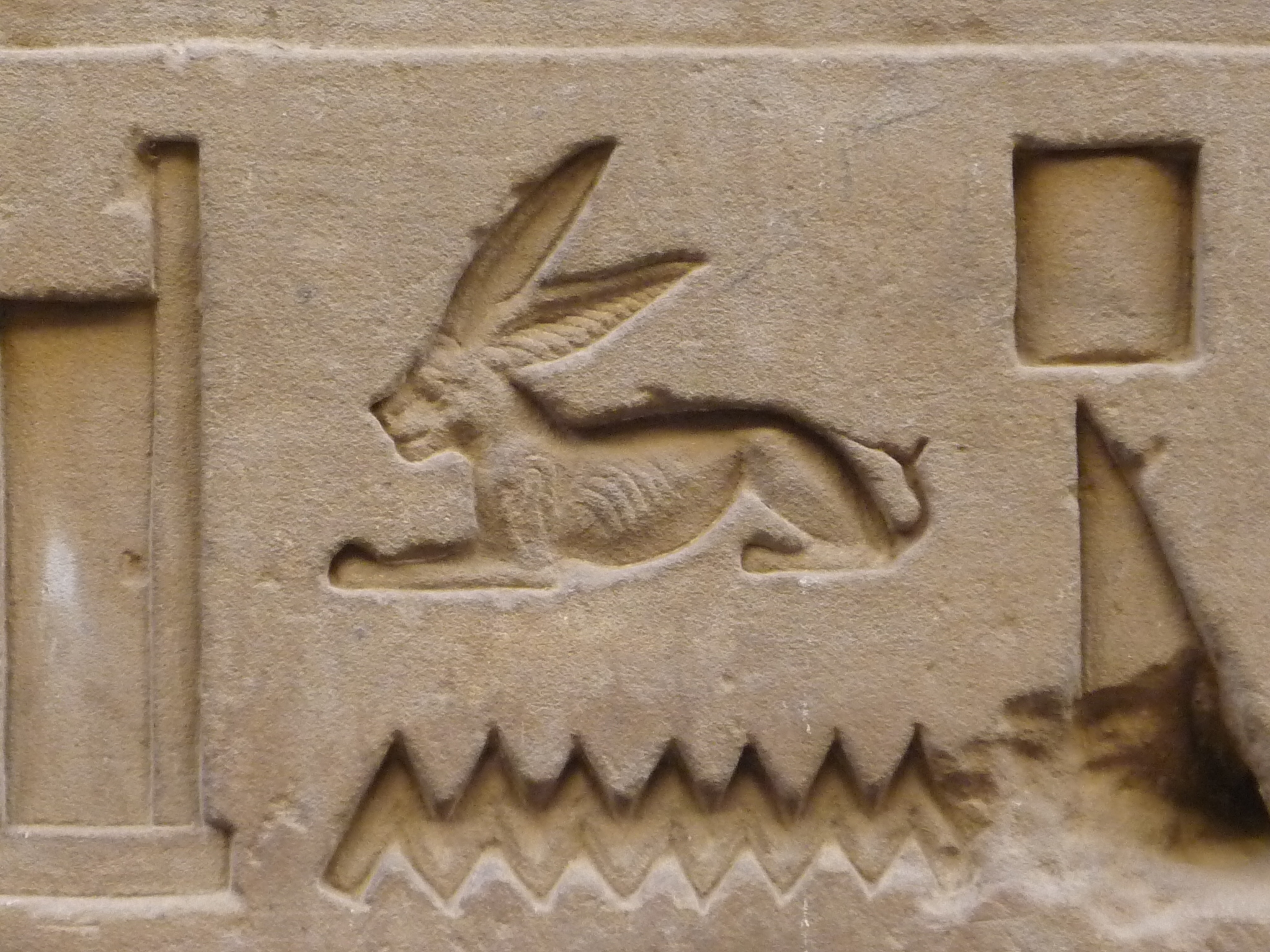
Detall de llebre sobre el jeroglífic de l'aigua (una ondulació)
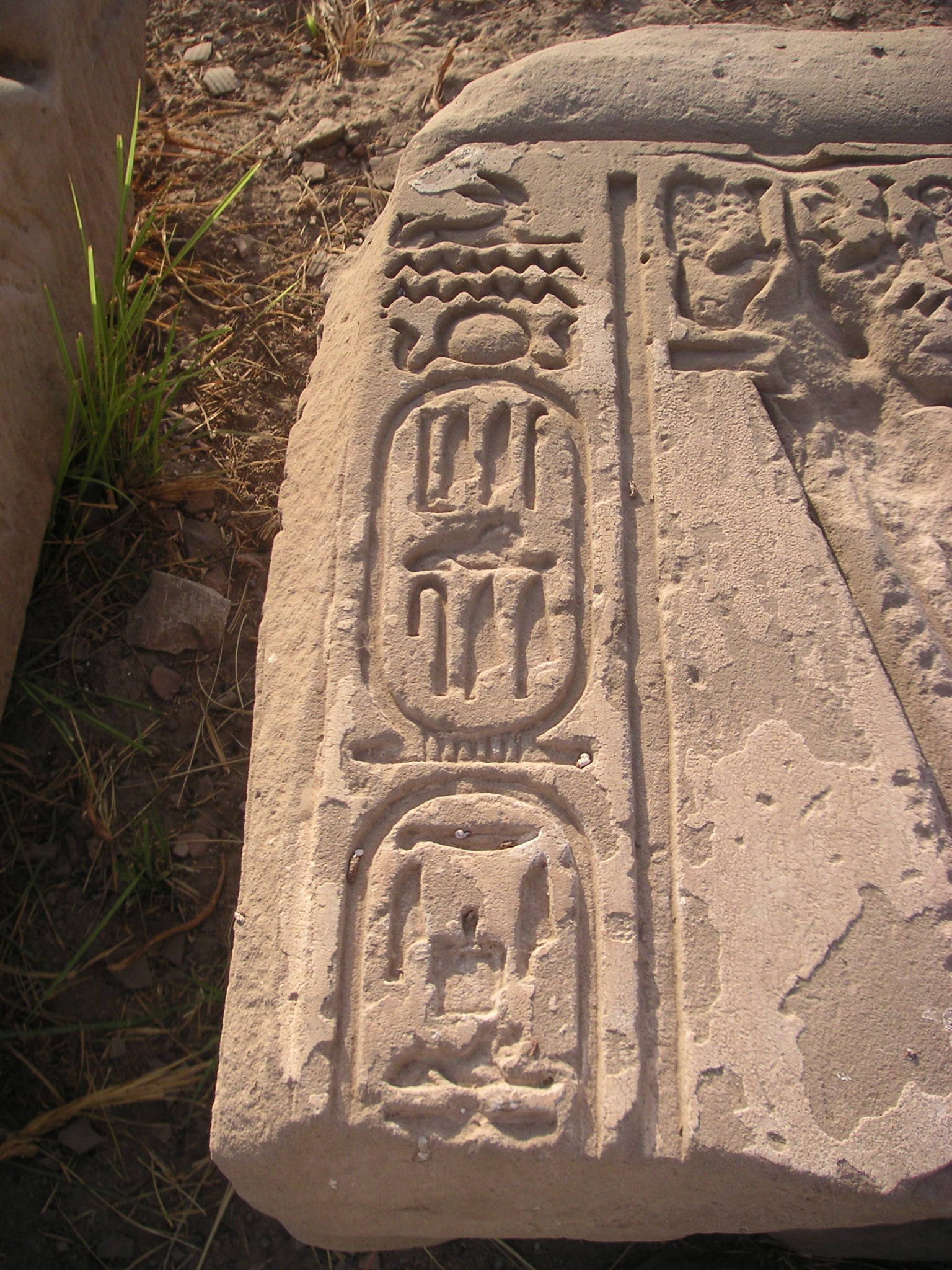
Jeroglífic de la llebre sobre els de l'aigua (dues ondulacions)